# 圣莫尔夫
圣莫尔夫（法語：Saint-Molf，法語發音：[sɛ̃ mɔlf] ⓘ）是法国大西洋卢瓦尔省的一个市镇，位于该省西部，属于圣纳泽尔区。

## 地理
圣莫尔夫（47°23'29"N, 2°25'30"W）面积22.82 平方千米，位于法国卢瓦尔河地区大区大西洋卢瓦尔省，该省份为法国西北部沿海省份，位于布列塔尼半岛东南部，北起伊勒-维莱讷省，西北接莫尔比昂省，西临大西洋，南至旺代省，东临曼恩-卢瓦尔省。
与圣莫尔夫接壤的市镇（或旧市镇、城区）包括：阿塞拉克、盖朗德、埃比尼亚克、梅斯凯尔、拉蒂尔巴勒。

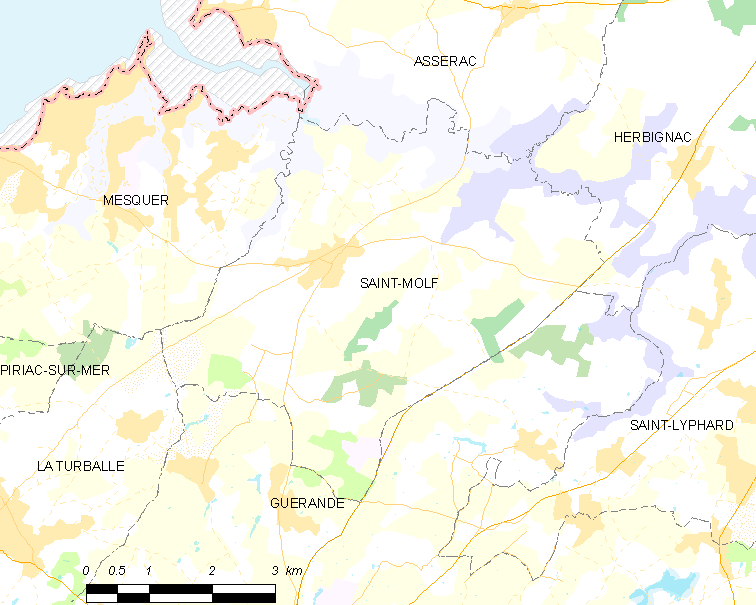
圣莫尔夫的OSM定位图

圣莫尔夫的时区为UTC+01:00、UTC+02:00（夏令时）。

## 行政
圣莫尔夫的邮政编码为44350，INSEE市镇编码为44183。

## 政治
圣莫尔夫所属的省级选区为盖朗德县。

## 人口

1962-2008年间圣莫尔夫人口变化图示

圣莫尔夫于2022年1月1日时的人口数量为2859人。